# 弘海高新能源
弘海高新資源有限公司，簡稱弘海高新資源（英語：Grand Ocean Advanced Resources Company Limited，港交所：0065），在2006年8月25日，由英君技術有限公司更名而來，前身為「弘海有限公司」。
現時業務在中國內地生產及銷售塑膠編織袋，以及買賣及分銷煤炭。在2009年6月22日，由創業板（當時代碼為8112.HK）轉在香港交易所主板上市。
總部位於香港告士打道255-257號信和廣場3103室。聯席主席為麥兆中，以及徐斌。

## 連結
- Irasia.com/listco/hk/deteam （页面存档备份，存于）